# Cuando comen los leones
Cuando comen los leones es un libro escrito por Wilbur Smith. Narra la historia de Sean Courtney desde sus inicios, que al sufrir la muerte de su padre y un malentendido con su hermano mellizo (producto de una mujer que engendra al primer hijo de Sean, pero que su hermano se hace cargo del niño) se va del pueblo de Ladyburg (su tierra de origen) y parte rumbo a la aventura en donde conoce a Duff, ingeniero minero que con su ingenio y habilidad logran hacerse ricos en tierras auríferas recién descubiertas en Witwatersrand. 
Sin embargo, uno de los enemigos de Sean logra engañarlo a él y a su amigo, y se quedan sin nada de dinero, por lo que deciden seguir su aventura sin rumbo y sin dinero. Por causas del destino, Duff muere de rabia. Tiempo después Sean conocería a su primera esposa, con quien engendraría a Dirk. Lamentablemente su esposa se quita la vida producto de sus celos desmedidos que la hacen pensar en que Sean no la quiera. 
El libro finaliza cuando Sean decide seguir viviendo su aventura sin rumbo junto con su hijo Dirk.